# Bürgerschaftswahl in Hamburg 1949
- KPD: 5
- SPD: 65
- RSF: 1
- VBH: 40
- DP: 9

- Regierung: 65
- Opposition: 55

Am 16. Oktober 1949 fand die Wahl zur 2. Wahlperiode der Bürgerschaft der Freien und Hansestadt Hamburg (Bürgerschaftswahl) in der Nachkriegszeit statt. Es handelte sich um die erste Wahl auf Länderebene seit der Bildung der Bundesrepublik Deutschland am 23. Mai desselben Jahres.
Dieser Artikel beschäftigt sich mit der Wahl, der Sitzverteilung und den wichtigsten Themen der Wahlperiode.

## Wahl

### Ablauf
In der 1. Wahlperiode war ein neues Wahlgesetz beschlossen worden. Es sollte die Übermacht einer einzelnen Partei (in diesem Fall der SPD) und das reine Mehrheitswahlsystem abgelöst werden. Neu waren die Aufstockung der Mandate von 110 auf 120 Parlamentarier, ein System aus einem Mehrheitswahlrecht (72 Mandate) und einem Verhältniswahlrecht (48 Mandate) sowie einer vierjährigen Wahlperiode (bisher waren drei Jahre vorgesehen). Eine Sperrklausel war nicht vorgesehen. Da dieses Wahlrecht aber immer noch eine deutliche Bevorzugung der stärksten Partei bedeutete, reaktivierten die Landesverbände von CDU, FDP und Deutscher Konservativer Partei den von Paul de Chapeaurouge bereits 1946 gegründeten Vaterstädtischen Bund Hamburg als Wahlbündnis, um die Vorherrschaft der Sozialdemokraten zu brechen. Der VBH hatte den Vorteil, bereits von den Alliierten lizenziert worden zu sein und deshalb keiner erneuten Zulassung zu bedürfen. Die ursprünglich auch als Mitglied des VBH vorgesehene Deutsche Partei wurde auf Drängen der FDP nicht beteiligt.
Die Wahlbeteiligung lag mit 70,5 % fast 10 Prozentpunkte unter der von 1946.

### Wahlergebnis und Sitzverteilung
Das Amtliche Endergebnis der Wahl zur Bürgerschaft lautete:
| Partei         | Stimmen | in Prozent | Sitze |
| -------------- | ------- | ---------- | ----- |
| SPD            | 337.697 | 42,8 %     | 65    |
| VBH            | 272.649 | 34,5 %     | 40    |
| DP             | 104.728 | 13,3 %     | 9     |
| KPD            | 58.134  | 7,4 %      | 5     |
| RSF            | 15.505  | 2,0 %      | 1     |
| FKB            | 353     | 0,0 %      | —     |
| Einzelbewerber | 174     | 0,0 %      | —     |

## Regierungsbildung
Max Brauer (SPD) blieb Erster Bürgermeister; der ausschließlich aus SPD-Politikern bestehende Senat Brauer II wurde am 28. Februar 1950 gewählt. Es war die erste SPD-Alleinregierung in einem Bundesland. (Bereits seit dem Auszug der FDP aus dem Senat am 1. November 1949 hatten dem alten Senat nur noch SPD-Mitglieder angehört.)

## Hauptthemen während der folgenden 2. Wahlperiode
Die Hauptthemen der zweiten Wahlperiode von 1949 bis 1953 waren weiterhin der Wiederaufbau der zerstörten Stadt und die Ausarbeitung einer neuen Verfassung. Zudem wurde eine Schulreform beschlossen, die stark umstritten und zum Teil für den Verlust der Mehrheit bei der Wahl 1953 verantwortlich war.